# Börje Gräsbeck
Börje Emil Gräsbeck, född 4 mars 1918 i Helsingfors, död 6 december 1982, var en finländsk jurist. 
Gräsbeck, som var son till länsman Carl Oskar Gräsbeck och Natalia Lainio, blev student 1937 och avlade högre rättsexamen 1947. Han var e.o. tjänsteman vid Vasa hovrätt 1947–1948, notarie vid Korsholms domsaga 1948, e.o. tjänsteman vid Vasa hovrätt 1949–1951, fiskal av lägre löneklass 1951–1957, av högre löneklass 1957, häradshövding i Taivalkoski domsaga 1958–1959 och i Kauhava domsaga från 1960. Han var advokat på Christer Bouchts advokatbyrå och egen byrå i Vasa 1947–1957. Han var timlärare vid Vasa tekniska skola 1950–1957.